# Kō Hasegawa
Kō Hasegawa (japanisch 長谷川 洸 Hasegawa Kō; * 16. Mai 1995 in Setagaya, Präfektur Tokio) ist ein japanischer Fußballspieler.

## Karriere
Kō Hasegawa erlernte das Fußballspielen in der Jugend von Tokyo Verdy sowie in der Universitätsmannschaft der Nippon Sport Science University. Von Mitte September 2015 bis Saisonende 2015 wurde er von der Universität an seinen Jugendverein Tokyo Verdy ausgeliehen. Der Verein, der in der 	Präfektur Tokio beheimatet ist, spielte in der zweiten Liga. Während der Ausleihe kam er jedoch in der Liga nicht zum Einsatz. Seinen ersten Vertrag unterschrieb er am 1. Februar 2018 bei seinem Jugendverein Tokyo Verdy, bei dem er vier Spielzeiten unter Vertrag stand. In den vier Jahren kam er weder im Pokal noch in der Liga zum Einsatz. Anfang Januar 2021 wechselte er nach Tendō zum ebenfalls in der zweiten Liga spielenden Montedio Yamagata. Sein Zweitligadebüt gab Ko Hasegawa am 22. April 2022 (11. Spieltag) im Auswärtsspiel gegen seinen ehemaligen Verein Tokyo Verdy. Bei dem 2:1-Auswärtserfolg stand er in der Startelf und spielte die kompletten 90 Minuten.